# 国际相对论天体物理中心网络
国际相对论天体物理中心网络（ICRANet），是一个旨在开展促进相对论天体物理和相关领域研究活动和发展的国际组织。它的成员包括四个国家和三所大学及研究中心。这些成员是亚美尼亚共和国、巴西联邦共和国、意大利共和国、梵蒂冈、亚利桑那大学和斯坦福大学及国际相对论天体物理中心。该国际组织总部坐落于意大利佩斯卡拉。
国际相对论天体物理中心网络总部位于意大利佩斯卡拉。

## ICRANet的创建历史: ICRA和ICRANet

### ICRA和ICRANet
1985年，罗马智慧大学的雷莫·鲁菲尼连同2002年诺贝尔物理学奖获得者里卡尔多·贾科尼、1979年诺贝尔物理学奖获得者阿卜杜勒·萨拉姆、 华盛顿大学的Paul Boynton、梵蒂冈天文台前台长George Coyne、斯坦福大学的Francis Everitt和中国科学技术大学的方励之共同创立了国际相对论天体物理中心。 
2003年3月19日，ICRANet的正式成立的法令得到签署；同年，该组织得到亚美尼亚共和国和梵蒂冈的官方核准。2005年，意大利国家政府通过一项法律建立ICRANet，该法律由意大利国会通过审议并由时任意大利总统 Carlo Azeglio Ciampi 在2005年2月10日签署通过。亚美尼亚共和国、意大利、梵蒂冈、ICRA、亚利桑那大学和斯坦福大学是创始成员。 
2005年9月12日，该组织指导委员会成立并召开首次会议。雷莫·鲁菲尼和方励之分别签约成为指导委员会主任和主席。2006年12月19日，该组织的学术委员会成立并且在华盛顿地区召开首次会议， Riccardo Giacconi签约成为学术委员会主席， John Mester为共同主席。 
2005年9月21日，ICRANet主任和巴西大使 Dante Coelho De Lima签署了巴西联邦共和国加入ICRANet组织的文件。巴西总统 Luiz Ignácio Lula Da Silva 向国会提交巴西加入ICRANet组织的议案被全体一致通过。2011年8月12日，巴西总统Dilma Rousseff正式签署了巴西进入ICRANet组织文件。

### 马塞尔—格罗斯曼会议
二十世纪初，数学出现了新的分支—张量分析。由帕多瓦大学和罗马智慧大学的 Gregorio Ricci Curbastro、 Tullio Levi Civita系列工作下发展起来。苏黎世大学的马塞尔-格罗斯曼曾经在一个意大利学校获得了深刻的几何知识，后来是他接近爱因斯坦向他介绍这些概念。爱因斯坦和格罗斯曼之间的合作对广义相对论的发展起到至关重要的作用。 
为了促进物理和数学之间的重要合作，为庆祝这一历史性的事件，雷莫·鲁菲尼和 Abdus Salam 于1975年创建了以广义相对论理论和实验，引力和相对论性场论最新进展为主题的马塞尔-格罗斯曼会议（MG），并于每三年在不同的国家举行。历届的MG会议举行地为：MG1和MG2于1975年和1979年在德里雅斯特; MG3于1982在上海; MG4于1985年在罗马; MG5于1988年在珀斯; MG6于1991年在京都; MG7于1994年在斯坦福大学; MG8于1997年在耶路撒冷; MG9于2000年在罗马; MG10于2003年在里约热内卢; MG11于2006年在柏林; MG12于2009年在巴黎; MG13于2012年在斯德哥尔摩; MG14于2015年在罗马举行。自该MG系列会议创立以来，ICRANet在组织MG会议中起着主导作用。

### 庆祝2009年国际天文年
ICRANet作为2009年国际天文年组织联盟之一，并得到该联盟全球协调给于的财政资助。在此之际，ICRANet组织了一系列 “太阳，恒星，宇宙和广义相对论” 为总主题国际会议。这些国际会议包括：第一届泽尔多维奇会议（白俄罗斯明斯克），Sobral会议（巴西Fortaleza），第一届伽利略 - 徐光启会议（中国上海），第十一届意韩天体物理研讨会（韩国首尔），第五届大洋洲- 基督城会议（新西兰基督城）。  

### 庆祝2015年国际光年
2015年经联合国和联合国教科文组织被确定为国际光年，同时庆祝广义相对论的爱因斯坦场方程的最终形成一百周年和相对论天体物理学诞生五十周年。 ICRANet是这些庆祝活动的青铜级赞助支持者。  
在2015年，ICRANet还组织了一系列国际会议。这些包括：第二届ICRANet-César Lattes会议 （巴西 Niterói – Rio de Janeiro – João Pessoa – Recife – Fortaleza），引力和宇宙学国际会议 / （巴西 Niterói – Rio de Janeiro – João Pessoa – Recife – Fortaleza），引力和宇宙学国际会议 （中国北京），第十四届马塞尔-格罗斯曼会议- MG14（意大利罗马），第一届ICRANet-Julio Garavito会议 （哥伦比Bucaramanga –波哥大），第一届Sandoval Vallarta Caribbean相对论天体物理会议 （墨西哥墨西哥城）。

## 组织和机构
ICRANet是一个提升促进相对论天体物理及相关领域研究活动的国际组织。
该组织包含主任、指导委员会和科学委员会。委员会的成员代表了不同国家和各不同研究所成员。 ICRANet拥有一批终身教授职位。他们的活动由行政人员和秘书处工作人员所支持。 ICRANet的财政来源基于由政府提供的资金，自愿捐款和捐物。 
ICRANet主任是雷莫·鲁菲尼。 
2015年的指导委员会构成如下：
- 亚美尼亚: Haik Harutyunian
- 巴西: Ademar Seabra da Cruz Junior
- ICRA: 王瑜
- 意大利:
  1. 意大利外交部，Unità Scientifica e Tecnologica Bilaterale e Multilaterale: Fabrizio Nicoletti, Alessandra Pastorelli, Immacolata Pannone
  2. 经济和财政部，Ragioneria Generale dello Stato, IGAE, Uff. IX: Giampaolo Bologna, Antonio Bartolini 
  3. 意大利科技部: Vincenzo Di Felice, Giulietta Iorio
  4. 佩斯卡拉市政府: Marco Alessandrini, Carlo Pace
- 斯坦福大学: Francis Everitt
- 亚利桑那大学: Xiaohui Fan
- 梵蒂冈城国: Guy Consolmagno

指导委员会现任主席（2015年）是Francis Everitt。
科学委员会的首任主席是2002年诺贝尔物理学奖的获得者贾科尼（Riccardo Giacconi），由于年龄原因他在2013年卸任。2015年，科学委员会的执行主席是Felix Aharonian。
2015年的科学委员会组成为： Felix Aharonian教授 (亚美尼亚), Carlo Luciano Bianco博士 (ICRA), Massimo Della Valle教授 (意大利), John Mester (斯坦福大学), David Arnett教授 (亚利桑那大学), Gabriele Gionti教授 (梵蒂冈城国). 
  2015年该研究机构的固定教授为Vladimir Belinski, Carlo Luciano Bianco, Jorge Rueda, Remo Ruffini, Gregory Vereshchagin和She-Sheng Xue(薛社生)。同时，由超过30多个国际知名的科学家组成的兼职教授队伍支持ICRANet活动。此外，还有80个“讲师”和“访问教授”队伍。其中有诺贝尔奖获得者贾科尼（Riccardo Giacconi）, 盖尔曼（Murray Gell-Mann）, Theodor Hänsch, 特胡夫特（Gerard ’t Hooft ） 和温伯格（ Steven Weinberg）。  

## 成员国和研究所
当前的ICRANet成员包含四个国家和三所大学。
成员国:
| 国家     | 加入时间 |
| -------- | -------- |
| 亚美尼亚 | 2003     |
| 巴西     | 2011     |
| 意大利   | 2003     |
| 梵蒂冈   | 2003     |

| 研究所               | 加时间 |
| -------------------- | ------ |
| 亚利桑那大学（美国） | 2003   |
| 斯坦福大学（美国）   | 2003   |
| ICRA                 | 2003   |

ICRANet已经和不同国家的超过30个研究所、大学和研究中心签署过合作协议。 

## ICRANet所址和中心
该网络由所址和中心构成。所址协议，建立权利和特权，包括治外法权，都已经在意大利的所址佩斯卡拉、在巴西的所址里约热内卢和在亚美尼亚的所址埃里温签署。2011年5月13日，在佩斯卡拉的所址协议被批准 。 2015年11月13日，在埃里温的所址被亚美尼亚共和国议会一致批准 。
通过高速光纤连接不同地点，使得连接研究和教育团体的泛欧洲数据网络（GEANT）通过GARR网络成为可能。 
目前ICRANet各分中心运行于：:
- ICRANet总部设在意大利佩斯卡拉
- 罗马智慧大学物理系（意大利罗马）;
- Villa Ratti（法国尼斯）；
- 亚美尼亚国家科学院（亚美尼亚埃里温）;
- CBPF – Centro Brasileiro de Pesquisas Físicas (巴西里约热内卢).

### ICRANet在佩斯卡拉，罗马和尼斯的分中心
ICRANet总部位于意大利佩斯卡拉，致力于协调ICRANet活动。科学委员会和指导委员会的年度会议通常也在这里举行。国际会议中，如 意韩相对论天体物理研讨会也在这个中心定期举办。在佩斯卡拉的协调中心的科学活动中还包Vladimir Belinski指导的俄罗斯学校关于早期宇宙学的基础研究。  
在尼斯Villa Ratti的ICRANet分中心致力于协调包括IRAP-博士课程的活动，和萨瓦大学的甚高能观测以及蔚蓝海岸天文台进行的VLT观测的科学活动，其中涉及IRAP博士研究生论文工作。萨瓦大学是最接近CERN的法国实验室。 
| ICRANet总部位于意大利佩斯卡拉 . | 位于意大利罗马智慧大学物理系的所址. | ICRANet位于法国尼斯的所址. |

### 在亚美尼亚的ICRANet分中心
2014年1月， ICRANet亚美尼亚中心 在亚美尼亚共和国国家科学院建立。它坐落在Marshall Baghramian大道24A号。该中心的科学活动由Felix Aharonian教授和Narek Sahakyan博士协调。在亚美尼亚，该ICRANet中心与来自科学院和大学的科学团体合作。其中包括为了天体物理领域的博士研究生和科学家移动项目研究而组织的联合国际会议/研讨会。亚美尼亚的ICRANet中心协调ICRANet在中亚和中东国家地区的科学活动。 
I 2014年，亚美尼亚共和国政府核准了在亚美尼亚建立ICRANet中心。2015年2月14日，在罗马由ICRANet主席雷蒙-鲁菲尼和亚美尼亚驻意大利大使Sargis Ghazaryan先生签署了所址协议。2015年11月13日，亚美尼亚共和国议会一致通过了该所址协议。
2014年6月28日到7月4日间，在亚美尼亚举办了一个暑期学校和国际科学会议。该会议作为“亚美尼亚第一届ICRANet科学会议”，其主题是“黑洞：在宇宙中最大的能源”。

### ICRANet在巴西的分中心
在里约热内卢的ICRANet中心已启动，它获得CBPF资助，有可能扩展到Cassino da Urca。2015年在里约热内卢召开的第二届ICRANet—César Lattes会议集中于相对论天体物理学。2015年同时发展了宇宙学和天体物理学学校，目的是提供在天体物理，宇宙学和相关领域的高等教育，以促进巴西和南美科学家的进修课程计划持续发展。  
目前（2015年），ICRANet已与 巴西15所大学，研究所和研究中心签订了科技合作协议。
ICRANet正在执行的两个具体方案（2015年）：
- 把坐落在山腰的Cassino da Urca 改造成巴西和拉丁美洲分中心办公地点的可能性（与意大利建筑师Carlo Serafini合作项目）。
- 建立巴西的科学数据中心（BSDC），一种新型天体物理数据库。它借用了意大利航天局ASI科学数据中心（ASDC）的概念，这将在实验和理论天体物理之间建立起唯一的研究桥梁。

### 在美国的ICRANet分中心
ICRANet指导委员会现任主席Francis Everitt 负责在斯坦福大学运行的ICRANet分中心。Francis Everitt 主要负责美国国家宇航局的引力探测器B任务。该任务是在太空中进行过的最复杂的物理实验之一，他的特别贡献涉及概念的提出、发展和研制，发射和数据采集以及一路制定最终的数据分析。 
 ICRANet指导委员会首任主席方励之推动了与图森市的亚利桑那大学物理系合作。与其天文系的合作则是由David Arnett推动。

## ICRANet和IRAP 博士生项目
自2005年以来，ICRANet连同以下单位共同举办了相对论天体物理国际博士计划（国际相对论天体物理学博士项目，IRAP-PhD） ：AEI - 爱因斯坦研究所 - 波茨坦（德国），CBPF - 巴西物理研究中心（巴西），印度空间物理中心（印度），INPE—（巴西国家空间科学研究所，巴西），IHES（法国），蔚蓝海岸天文台（法国），上海天文台（中国），塔尔图天文（爱沙尼亚），不来梅大学（德国）奥尔登堡大（德国），费拉拉大学（意大利），尼斯大（法国），萨瓦大学（法国），罗马智慧大学（意大利）。该IRAP博士项目授予的在这些机构之间的联合博士学位，而且已经成为欧盟委员会的著名的伊拉斯谟世界计划的一部分 。
在接下来的十年里，国际科学界发起了一系列的大型天文项目，如建设世界上最大的光学望远镜，E-ELT和SKA，还有将从地面研究高能天体物理现象的CTA。ICRANet发展的IRAP博士项目的目地是 ，创造一个有利于新一代科学家和在天体物理中各自领域中的领导者形成的有利条件，这些人将会使用这些天文仪器。出于这个原因，建立大学和研究中心组成的网络为得是能够提供高度互补的技能。每一个进入IRAP博士生项目的学生都是在机构所支持实验室中团队的一成员，他们每年互访的其它中心以跟进在世界范围内顶级专家们在广义相对论，相对论天体物理，宇宙学和量子场论的最新进展。 
在相关的中心中， 除从事理论研究，还进行实验和观测研究。以这种方式，博士生可以学到一个完整的相对论天体物理学体系，以及如何完成特定的天体物理太空任务或者基于地面观测活动研究。 
该项目的官方语言是英语，但学生有机会跟随合作大学的多重课程来学习他们所在国的语言。
截止到2015年，国际相对论天体物理博生项目（IRAP-PhD）一共有111名学生<http://www.icranet.org/documents/brochure_icranet_eng.pdf> ：阿尔巴尼亚1名，阿根廷3名，亚美尼亚5名，奥地利1名，白俄罗斯2名，巴西16名，中国5名，哥伦比亚9名，克罗地亚2名，法国5名，德国5名，印度7名，伊朗2名，意大利34名，哈萨克斯坦2名，墨西哥1名，巴基斯坦1名，俄罗斯4名，塞尔维亚1名，瑞典1名，瑞士1名，台湾1名，土耳其1名，乌克兰1名。

## ICRANet的科学研究
ICRANet目标是在相对论天体物理学方面进行培训/教育和研究。 
ICRANet的主要活动是促进国际科学合作研究，因此，在相对论天体物理，宇宙学，理论物理和数学物理领域的许多项目正在开展。 
ICRANet的主要科学研究领域是 :
- 来自宇宙的伽玛射线和中微子;
- 爱因斯坦和爱因斯坦 - 麦克斯韦方程组的精确解;
- 伽玛射线暴;
- 物理学和天体物理学中的相对论效应;
- 大数据分析;
- 宇宙学和大尺度结构;
- 理论粒子天体物理;
- 克尔 - 纽曼解的推广; 黑洞和类星体;
- 物理学和天体物理学中正负电子对;
- 从核物理到致密星;
- 超新星;
- 广义相对论的对称性；
- 自引力系统，星系结构和星系动力学;
- 跨学科的复杂系统。

在2006年至2015年初，ICRANet已经在权威杂志，如《物理评论》，《天体物理学杂志》和《天文和天体物理学》等发表1800科学出版物，这些涉及不同的研究主题。
ICRANet科学家们提出的新科学概念和定义：
黑洞（鲁菲尼，惠勒，1971年）

能层（Rees，鲁菲尼，惠勒，1974）
Pursue and plunge（Rees，鲁菲尼，惠勒，1974）
黑洞质量公式（Christodoulou，鲁菲尼，1971）
黑洞可逆和不可逆转换（Christodoulou，鲁菲尼，1971）
Dyadosphere（Damour，鲁菲尼，1975; Preparata，鲁菲尼，薛社生，1998）
Dyadotorus（Cherubini等人，2009）
诱导引力坍缩（Rueda，鲁菲尼，2012）
双星驱动的超新星（鲁菲尼等人，2014年）
宇宙矩阵（鲁菲尼等人，2015）

## 其他活动

### 国际会议
意韩会议
意韩相对论天体物理研讨会 是自1987年以来在意大利和韩国的交替组织进行的系列会议。意大利和韩国的天体物理学家在该系列会议上就相对论天体物理中的新问题和热点课题进行信息交换和合作。该研讨会涵盖的主题包含天体物理学和宇宙学，如伽玛暴和致密星，高能宇宙线，暗能量和暗物质，广义相对论，黑洞，以及与宇宙学相关的新物理。 
伽利略-徐光启会议
伽利略-徐光启 年会为东西方的科学家们在相对论天体物理等方面的基础理论，实验和观测领域的交流提供了一个论坛。
作为利玛窦的合作者徐光启，把欧几里德和伽利略的科学工作带入中国，这对推进中国现代化和科学发展起了关键的作用。该会议还专门回顾了在东方和西方的现代科学研究，还回顾了相对论天体物理的最新进展。首届伽利略 - 徐光启会议于2009年[51]在中国上海举行。第二届伽利略 - 徐光启会议于2010年在Hanbury Botanic Gardens (意大利Ventimiglia) 和Villa Ratti (法国尼斯) 举行。第三届和第四届伽利略 - 徐光启会议分别于2011年和2015年在中国北京举行。 
Stueckelberg 相对论性场论研讨会
该研讨会的内容是关于在弯曲空间中相对论性场论一周左右的讨论， 由E. C. G. Stueckelberg的工作所启发，所以命名为Stueckelberg会议。 该会议的邀请报告者中包括 Abhay Ashtekar, Thomas Thiemann, Gerard 't Hooft和Hagen Kleinert. 
其它会议
ICRANet 同时组织了以下会议：
- 六次意-中研讨会[51]宇宙学和相对论天体物理学研讨会，从2004年到2009年间每年在佩斯卡拉举行，除了2008年的在台湾花莲举办的第五届意-中研讨会
- 两次ICRANet ICRANet Cesar Latter会议[52] 和在巴西里约热内卢举办的首届URCA相对论天体物理会议
- 两次在白俄罗斯明斯克举办的泽尔多维奇会议[53]

### 博士生课程学校
根据IRAP PhD项目，ICRANet举办了多次博士生学校，其中有15次博士生学校根据EMJD项目在法国尼斯和Les Houches举办。 

### ICRANet访问项目
ICRANet制定了短期和长期的科学合作的访问计划 。
著名科学家都曾在ICRA和ICRANet进行过访问活动，他们包括：现任ICRANet科学委员会主席 Francis Everitt，从1965年到1992年担任前苏联朗道理论物理研究所所长的俄罗斯物理学家伊萨克·马尔科维奇·哈拉特尼科夫，新西兰数学家和发现克尔度规的Roy Kerr，Thibault Damour，Demetrios Christodoulou，Hagen Kleinert，Neta and John Bachall，茨维·皮兰，Charles Misner，Robert Williams，José Gabriel Funes，方励之，拉希德·苏尼亚耶夫。

### 每周研讨会
ICRANet共同组织了联合天体物理研讨会 于每周在罗马智慧大学物理系举行。所有ICRANet相关机构及ICRANet的合作中心都可以通过视频会议的方式参加这些研讨会。

### 巴西科学数据中心
巴西科学数据中心（BSDC）的主要任务 是提供宇宙中所有河内源及河外源，已有的X和伽马射线及之后的整个电磁波谱段的各国际空间项目的资料。一个特别的地方是它将完全尊重国际虚拟天文台联盟（IVOA）所规定的条例。除了这些具体的目标，BSDC将提供技术交流会，年度研讨会。这些将保证科学的防泄密和科学普及计划与认识的宇宙目的相一致。 
该BSDC目前由CBPF负责运行，坐落在 Universidade Federal do Rio Grande do Sul (UFRGS)，日后会扩展到在巴西的所有其它ICRANet分中心以及在拉丁美洲、阿根廷、哥伦比亚和墨西哥的ICRANet分中心：一直扩展到在拉丁美洲设置一个独特的研究协调网络。 